# Canto per te (film 1953)
Canto per te è un film del 1953 diretto da Marino Girolami.